# Arthur Schneeberger

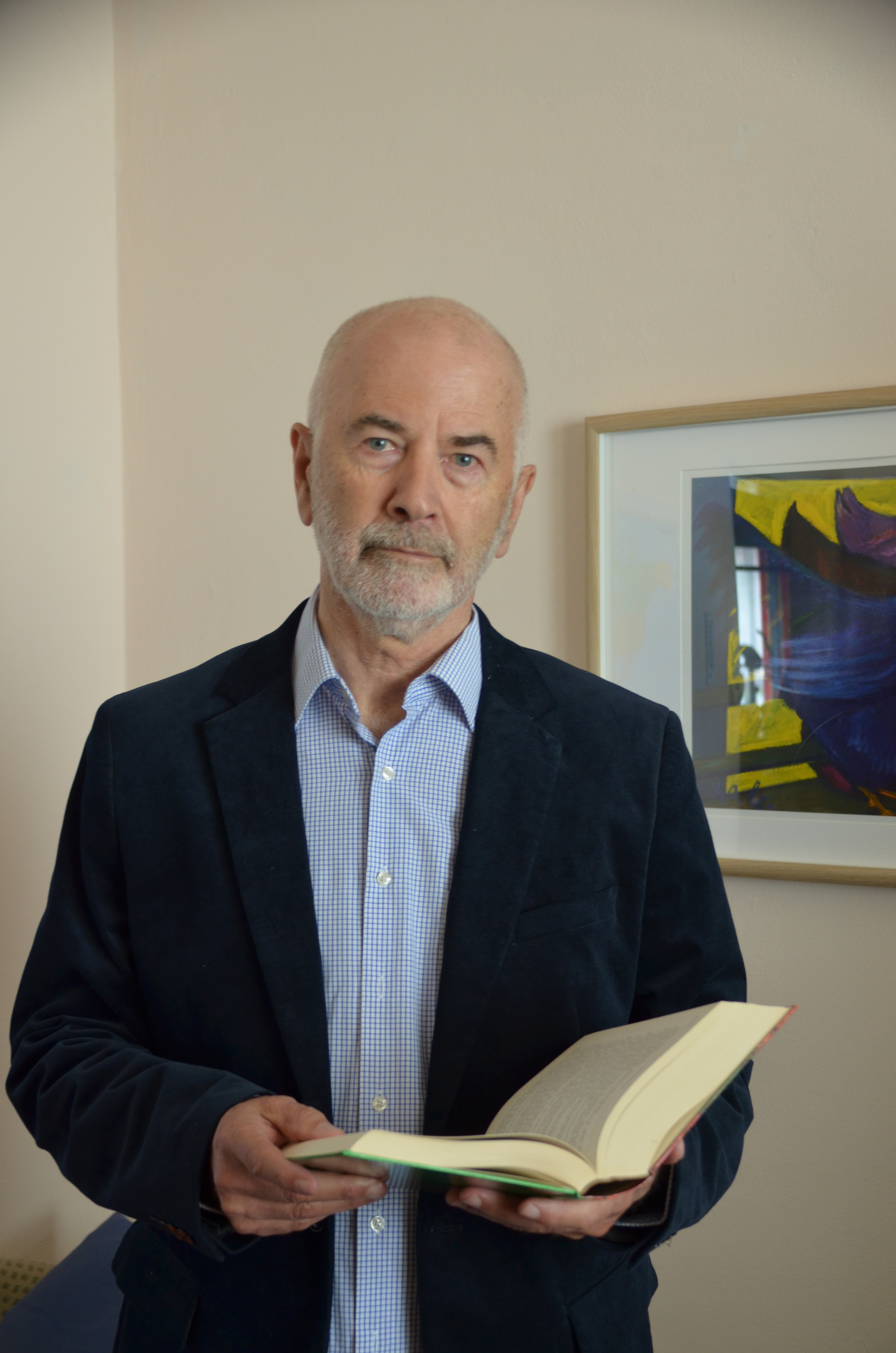
Arthur Schneeberger

Arthur Schneeberger (* 6. Juni 1948 in Wolfsberg) ist ein österreichischer Bildungs- und Arbeitsmarktforscher.

## Werdegang und Wirken
Arthur Schneeberger studierte Philosophie, Psychologie und Geschichte an der Universität Wien und promovierte mit einer Arbeit zur Wissenschaftstheorie und Sozialphilosophie des Kritischen Rationalismus. Seine Forschungsarbeit führte vom Institut für Angewandte Soziologie (IAS) in Wien und dem Institut für Soziologie und Sozialanthropologie an der Universität Erlangen-Nürnberg an das Institut für Bildungsforschung der Wirtschaft (ibw) in Wien, wo er zwischen 1986 und 2013 tätig war. Neben leitender nationaler und internationaler Forschungsarbeit war er Mitglied der Trans-Atlantic Technology and Training Alliances (TA3) und des Akkreditierungsrates der Weiterbildungsakademie (wba) sowie Mitherausgeber des Magazins Erwachsenenbildung.at und Vortragender in beruflicher und hochschulischer Weiterbildung.

## Thematische Schwerpunkte und wissenschaftlicher Zugang
- Entwicklungen im Bildungs- und Beschäftigungssystem aufgrund veränderter sozialer Bildungsbeteiligung und technisch-wirtschaftlichen Wandels
- Fokus auf Lehrlingsausbildung, HTL, technisch-naturwissenschaftliche Hochschulbildung
- Grundbildungserfordernisse für den Einstieg in Ausbildung, Erwerbsleben und Weiterbildung
- Komparative Bildungsforschung und Arbeiten über internationale Qualifikationsvergleichssysteme (ISCED, EQF)
- Internationale Forschungsarbeiten und Kooperationen, nationale Berichte an OECD und EU
- Herausforderungen der bildungs- und arbeitsmarktbezogenen Integration durch globale Migrationsströme

Bildungsexpansion, Dienstleistungswachstum, Informatisierung und Internationalisierung von Bildung und Arbeit wurden in Studien und Publikationen seit dem Ende der 70er Jahre verfolgt. Grundanliegen war das Aufzeigen des Stellenwertes der beruflichen und akademischen Bildungswege anhand von Arbeitsmarktdaten und Unternehmensbefragungen. In Abhebung von der – auf Jean Fourastié zurückgehenden – Sozialutopie der permanenten Höherqualifizierung der Dienstleistungsgesellschaft wurde bereits früh anhaltender Bedarf an einfachen und mittleren Qualifikationen aufgezeigt. Lange Zeit umstritten, gewinnt diese These angesichts internationaler Rekrutierung und globaler Migration an Akzeptanz.
Als weiter Bezugsrahmen der Forschung fungierten die struktur-funktionale Gesellschaftstheorie (Talcott Parsons), die Theorie der postindustriellen Gesellschaft (Daniel Bell, Benjamin Barber u. a.), bildungsökonomische Konzepte (Filter- und Humankapitaltheorie) sowie die gesellschaftliche Kontroll- und Steuerungstheorie von Charles E. Lindblom (Jenseits von Markt und Staat).
Infolge wachsender globaler Mobilität von Erwerbspersonen und Unternehmen haben Transparenz und Anerkennung von Qualifikationsnachweisen an Relevanz gewonnen. Dem kritischen Umgang damit galten Forschungsarbeiten seit Anfang der 90er Jahre. Dies implizierte Kritik an oberflächlichen Qualifikationsvergleichen (z. B. „Akademikerquotenvergleiche“). Ohne valides Tertium Comparationis bleiben Ländervergleiche von Qualifikationen unrealistisch. Weitreichende Unterschiede der globalen Bildungskulturen verlangen nach Transparenz mitgebrachter Qualifikationen als Hilfe für Einstufungs- und Anerkennungsverfahren.
Über Bildungsbenchmarks (Beteiligungs- und Abschlussquoten usw.) hinausgehend wurde der Ländervergleich durch Einbeziehung der Outcomes der Bildungssysteme (wie Arbeitslosenquote, BIP pro Kopf, Einkommensspreizung u. a.) erweitert, um Engführungen des öffentlichen Diskurses vorzubeugen.
Dem durchgängigen Anliegen, die Verflechtungen des Qualifikationsdiskurses mit externen Faktoren (aus dem politisch-ideologischen Kontext) so weit als möglich auszuklammern, wurde empirischer Evidenzbasierung der Forschung hoher Stellenwert gegeben. Diese Ausrichtung in den Publikationen wurde mit der Verleihung des Österreichischen Staatspreises für Erwachsenenbildung in der Kategorie Wissenschaft 2009 für das Gesamtwerk gewürdigt.

## Schriften (Auswahl)
- Öffentliche Diskussion und politische Steuerung der Studienwahl, in: Paul Kellermann (Hrsg.): Studienaufnahme und Studienzulassung. Aspekte des Wandels im Zugang zu den Hochschulen. Klagenfurt: Kärntner Druck- u. Verlagsgesellschaft 1984, ISBN 3-85391-046-7, S. 198–217.
- Bedarfsgerechte Studienwahl? Öffentliche Diskussion und politische Steuerung des Studienanfängerstroms. In: Bundesministerium für Wissenschaft und Forschung (Hrsg.): Berufliche Situation und soziale Stellung von Akademikern. Wien 1985, S. 120–141.
- (mit anderen) Berufs- und Karrierechancen von Studienabbrechern. In: Bundesministerium für Wissenschaft und Forschung (Hrsg.): Berufliche Situation und soziale Stellung von Akademikern. Wien, 1985, S. 142–160.
- Divergenzen zwischen Bildungsexpansion und technisch-wirtschaftlichem Wandel, in: P. Kellermann (Hrsg.): Universität und Hochschulpolitik. Klagenfurt, 1986, ISBN 3-205-08144-7, S. 325–341.
- Barrieren im Zugang zum Technikstudium in geschlechtsspezifischer Analyse. Ergebnisse einer Befragung des Maturajahrgangs 1987. Forschungsauftrag der Bundesministerien für Wissenschaft und Forschung und für Unterricht, Kunst und Sport. Schriftenreihe des Instituts für Bildungsforschung der Wirtschaft 62, Wien 1988, ISBN 3-900671-22-2, 204 Seiten.
- Trends der Akademikerbeschäftigung und Konsequenzen für die Berufs- und Bildungslaufbahnberatung, in: Erziehung und Unterricht. Österreichische Pädagogische Zeitschrift Heft 1989, Wien, S. 320–326.
- Zukunftsfragen der Bildungsexpansion. Ibw-Forschungsbericht 69, 1. Auflage 1989, 3. Auflagen 1990, Wie 103 Seiten. ISBN 3-900671-30-3.
- Tendenzen am Akademikerarbeitsmarkt – Rückwirkungen auf Studienwahl und Studium? in: M. Schilling (Hrsg.): Zur Entwicklung von akademischen Berufen und Universitätsstudien. Klagenfurt 1990, ISBN 3-85391-095-1, S. 62–76.
- Technische Qualifikation im Ländervergleich. Die Bundesrepublik Deutschland, Italien und die Schweiz aus österreichischer Perspektive. Schriftenreihe des Instituts für Bildungsforschung der Wirtschaft Nr. 76, Wien 1990, ISBN 3-900671-37-0, 151 Seiten.
- Studienerfolg und Studienabbruch in wirtschaftsnahen Studienrichtungen. Maschinenbau – Elektrotechnik, Betriebswirtschaft – Handelswissenschaft, Forschungsbericht an das Bundesministerium für Wissenschaft und Forschung, Schriftenreihe des Instituts für Bildungsforschung der Wirtschaft Nr. 85, 138 Seiten, Wien 1991, ISBN 3-900671-46-X.
- Strukturen und aktuelle Tendenzen der beruflichen Bildung in Österreich, in: Pädagogik und Schule in Ost und West, Heft 1/1992, Oldenburg, S. 9–17.
- Studienverlauf, Erwerbstätigkeit in der Studienzeit und Betreuung durch Hochschullehrer, in: Zeitschrift für Hochschuldidaktik. Beiträge zu Studium, Wissenschaft und Beruf, 16. Jahrgang, 1992, Nr. 2, S. 215–226.
- Jugendliche im Bildungs- und Ausbildungssystem. Übergänge, Befindlichkeiten und berufsbezogene Erwartungen, in: Bundesministerium für Umwelt, Jugend und Familie: Zweiter Bericht zur Lage der Jugend in Österreich, Wien, 1993, S. 333–346.
- Werkmeisterschulen: Unterrichtsqualität und berufliche Funktion der Absolventen, in: Österreichische Zeitschrift für Berufspädagogik Heft 4 1994/95, Wien, S. 31–35.
- Die Berufsschule im Urteil von Absolventen und Ausbildungsfachleuten, in: Österreichische Zeitschrift für Berufspädagogik Heft 4 1994/95, Wien, S. 26–28.
- Haben wir zu wenige Akademiker? In: ibw (Hrsg.): Berufliche Bildung aktueller denn je. Aktuelle Trends und zukünftige Herausforderungen bedarfsorientierter Qualifizierung. Ibw-Schriftenreihe Nr. 100, Wien 1995, S. 259–289, ISBN 3-900671-62-1.
- Zur Bedeutung von Bildung und Qualifikationen für die Wettbewerbsfähigkeit, in: H. Handler (Hrsg.): Wirtschaftsstandort Österreich. Wettbewerbsstrategien für das 21. Jahrhundert. Bundesministerium für wirtschaftliche Angelegenheiten, Sektion Wirtschaftspolitik, Wien 1996, S. 234–273. ISBN 3-901676-00-7.
- (mit L. Lassnigg) Transition from initial education to working life. OECD-Country Background Report: Austria, Research report commissioned by the Federal Ministry of Education and Cultural Affairs, 113 Seiten, Wien, 1997. Im Internet: https://web-archive.oecd.org/2012-06-15/168052-1908225.pdf (27. Mai 2020).
- (mit B. Kastenhuber (Seite nicht mehr abrufbar. Suche in Webarchiven)) Kosten und Nutzen der Lehrlingsausbildung. Entwicklung, Struktur und Forschungsergebnisse, Schriftenreihe des Instituts für Bildungsforschung der Wirtschaft Nr. 105, Wien, August 1997, 112 Seiten. ISBN 978-3-900671-68-6, ISBN 3-900671-68-0.
- Jenseits der Katastrophenberichte. Einige Überlegungen anhand der komparativen Bildungsstatistik der OECD, in: ibw (Hrsg.): Lebensbegleitendes Lernen. Aktuelle Beiträge zur beruflichen Weiterbildung in Österreich, ibw-Schriftenreihe Nr. 104, Wien 1997, ISBN 3-900671-67-2, S. 3–45.
- (mit B. Kastenhuber, K. Mayer, M. Steiner): Les réformes dans les dispositif de formation contre l’échec scolaire et social en Europe – Le cas de l’Autriche, Vienne, Septembre 1997, 101 Seiten.
- Die österreichische HTL-Ausbildung – als Beispiel einer anerkannten Ingenieurausbildung auf der oberen Sekundarstufe, Studie im BMUK. Tagung der Generaldirektoren für Berufsbildung 19. und 20. Oktober 1998, Bregenz, Wien, 1998.
- Lehrlingsausbildung in Metall-Elektroberufen in einem Industrieunternehmen (Julius Blum GmbH, Höchst). Berufspädagogische und bildungs- ökonomische Fallstudie im Auftrag des BMUK. Tagung der Generaldirektoren für Berufsbildung 19. und 20. 1998, Bregenz, Wien, 1998.
- Langfristige Trendanalyse der Qualifikationsentwicklung in Österreich, in: (Hg. Mit M. Thum-Kraft): Qualifikationsanforderungen und Bildungsströme im Wandel, ibw-Forschungsbericht Nr. 110, Wien 1998, S. 29–47. ISBN 3-900671-74-5
- (mit B. Kastenhuber) Weiterbildung der Erwerbsbevölkerung in Österreich. Ergebnisse aus Bevölkerungs- und Unternehmensbefragungen, ibw-Forschungsbericht Nr. 107, Wien 1998, ISBN 3-900671-70-2, 128 Seiten.
- Hochschule und Arbeitsmarkt im internationalen Vergleich. Ibw-Schriftenreihe Nr. 109, Wien 1998, ISBN 3-900671-73-7, 132 Seiten.
- Universitäten und Arbeitsmärkte. Strukturelle Abstimmungsmechanismen im internationalen Vergleich, ibw-Forschungsbericht Nr. 113, 364 Seiten, Wien 1999, ISBN 3-900671-82-6.
- Das Konzept einer Mindestlernplattform – Bildungsinhalte und Methoden zur Förderung gering qualifizierter Personen, in: Berufsbildung – Europäische Zeitschrift, Nr. 20, Mai – August 2000/II, CEDEFOP, Thessaloniki, S. 65–70. ISSN 0378-5106.
- Lebenslanges Lernen als Schlüssel zur Informationsgesellschaft, ibw-Schriftenreihe Nr. 120, Wien 2001, ISBN 3-900671-97-4, 142 Seiten.
- Universitäten unter Modernisierungsdruck. Internationalisierung und Informatisierung als Herausforderungen. ibw-Schriftenreihe Nr. 119, Wien 2001, ISBN 3-900 671-92-3.
- Bildung für die wissensbasierte Berufswelt. In: A.A. Bucher, K. Lauermann, E. Walcher (Hrsg.): … wessen der Mensch bedarf. Bildungsideale im Wettstreit, Wien 2003, ISBN 3-209-04347-7.
- (mit P. Schlögl) Erwachsenenbildung in Österreich. Länderhintergrundbericht zur Länderprüfung der OECD über Erwachsenenbildung, im Auftrag des Bundesministeriums für Bildung, Wissenschaft und Kultur Wien, 2003.
- Beschäftigung technisch-naturwissenschaftlich Hochqualifizierter – Qualifikationsstruktur und Zukunftsperspektiven. In: M. Hofstätter, R. Sturm (Hrsg.): Bildungsbiograhien, Arbeitsmarktkarrieren und Arbeitsmarktbedarf. AMS report 40, Hrsg. Arbeitsmarktservice Österreich (AMS), Wien 2004, ISBN 3-85495-221-X, S. 31–46.
- Beteiligungsstruktur und Ressourcen der Erwachsenenbildung – Empirische Grundlagen einer Strategie des lebenslangen Lernens, Hrsg. Bundesministerium für Bildung, Wissenschaft und Kultur (BMBWK), Materialien zur Erwachsenenbildung, Nr. 2/2005, Wien, ISBN 3-85031-067-1.
- Jugendliche mit Einstiegsproblemen in Ausbildung und Beschäftigung – Berufsstrukturelle, demographische und pädagogische Aspekte. AMS Österreich (Hrsg.): Qualifikationsbedarf der Zukunft III: Weiterbildung von Geringqualifizierten. Beiträge zur Fachtagung: AMS report 45, Wien 2005, ISBN 3-85495-226-0, S. 42–63.
- (mit A.Petanovitsch).: Anerkennung von Berufserfahrung und Vorkenntnissen in der Aus- und Weiterbildung und im Hochschulzugang. Analyse europäischer Ansätze zur Anrechnung und deren Relevanz für Österreich. Ibw-Schriftenreihe Nr. 129, Wien 2005, ISBN 3-902358-25-4, 120 Seiten.
- Skills for the knowledge and service society. Trends determining future pro-service and in-service VET needs. In: European journal of vocational training, No 38 – 2006 – 2, p. 6 – 23. ISSN 0378-5068.
- (mit A. Petanovitsch, S. Nowak) Optimising Cooperation between Part-time Vocational Schools and Company-based Training. Surveys and Analyses of Pedagogical Aspects to Improve the Quality of Initial Vocational Education and Training. Federal Ministry for Education, Science and Culture, cedefop, Vienna, 2006, 82 Seiten.
- Struktur und Expansion der Beschäftigung von HochschulabsolventInnen in Österreich: Trendanalyse und international vergleichende Perspektive, in: M. Hofstätter, R. Sturm (Hrsg.): Hochschule und Arbeitsmarkt. AMS-Report 57, Hrsg. Arbeitsmarktservice Österreich (AMS), Wien 2007, ISBN 978-3-85495-238-4, S. 17–36.
- Lehrlingsausbildung in Österreich: Trends – Probleme – Perspektiven, in: J. Prager, C. Wieland: Duales Ausbildungssystem – Quo vadis? Berufliche Bildung auf neuen Wegen, Bertelmann, Gütersloh 2007, ISBN 978-3-89204-886-2, S. 91–114.
- Allgemeine und berufliche Erwachsenenbildung in der Informations- und Dienstleistungsgesellschaft, in: Magazin erwachsenenbildung.at, Nr. 0/2007, 21 Seiten. ISSN 1993-6818.
- Stellenwert der Bildung, in: Agrarischer Bildungsbericht 2008, Hrsg. Bundesministerium für Land- und Forstwirtschaft, Umwelt und Wasserwirtschaft (BMLFUW), Wien, 2008, S. 9–27.
- Mittelfristige Perspektiven der HTL. Erhebungen und Analysen zur Sicherung und Weiterentwicklung der Ausbildungsqualität. Mit einem Vorwort von BM Dr. Claudia Schmid, Studie im Auftrag des BMUKK, ibw-Schriftenreihe Nr. 138, Wien 2008, ISBN 978-3-902358-87-5, 222 Seiten.
- (mit P. Schlögl, A. Petanovitsch) Entwicklung und Stand der Erwachsenenbildung in Österreich, Länderbericht für die UNESCO 6th International Conference on Adult Education (CONFINTEA VI), in: Materialien zur Erwachsenenbildung 1/2008, Hrsg. Bundesministerium für Unterricht, Kunst und Kultur (BMUKK), Wien 2008, ISBN 978-3-85031-114-4, 61 Seiten.
- (Hg.) Qualifiziert für die Erwachsenenbildung? Professionalität in der Diskussion, in: Magazin erwachsenenbildung.at, 4/2008, Wien, 201 Seiten, ISSN 1993-6818.
- Beschäftigung technisch-naturwissenschaftlich Hochqualifizierter – Qualifikationsstruktur und Zukunftsperspektiven. In: A. Egger-Subotisch, R. Sturm (Hrsg.): Zwischen Modernisierung und Stagnation: Beiträge zum Thema ‚Berufseinstieg und Erwerbschancen von AkademikerInnen in Österreich. AMS report 69, Hrsg. Arbeitsmarktservice Österreich, Wien 2009, ISBN 978-3-85495-250-3, S. 6–22.
- Bildungsgarantie bis zum 18./19. Lebensjahr – Entwicklungen und Perspektiven in der Berufsbildung, in: SPECHT W. (Hrsg.): Nationaler Bildungsbericht Österreich 2009, Band 2, Leykam, Graz 2009, ISBN 978-3-7011-7678-6, S. 55–72.
- Was ist neu am Europäischen Qualifikationsrahmen? Vergleich mit vorhandenen Bildungsbezugsrahmen. In: Markowitsch, J. (Hrsg.): Der Nationale Qualifikationsrahmen in Österreich. Beiträge zur Entwicklung. Wien und Berlin, 2009, Lit Verlag, ISBN 978-3-643-50022-9, S. 135–162.
- Hochschulsystemranking als Denkanstoß für eine Strukturdiskussion des tertiären Bildungssystems, in: Wirtschaftspolitische Blätter 4/2009, 56. Jahrgang, Hrsg. Wirtschaftskammer Österreich (WKÖ), Wien, Manz, 2009, S. 709–732, ISSN 1605-8704.
- Bildung 2020 – EU-Benchmarks und reale Trends als Herausforderungen, in: Die österreichische Volkshochschule (ÖVH), Magazin Erwachsenenbildung.at, Jg. 61/Nr. 238, 04/2010, Wien, S. 2–8, ISSN 0472-5662.
- (mit A. Petanovitsch): Zwischen Akademikermangel und prekärer Beschäftigung. Zur Bewährung der Hochschulexpansion am Arbeitsmarkt, ibw-Forschungsbericht Nr. 153, Wien 2010, ISBN 978-3-902742-09-4, 184 Seiten.
- (mit A. Petanovitsch): Bachelor-Studium und Arbeitsmarkt aus Sicht der Studierenden. Analyse nach Hochschularten und Fachrichtungen. ibw-Forschungsbericht Nr. 154, Wien 2010, ISBN 978-3-902742-24-7, 113 Seiten.
- Internationale Einstufung der österreichischen Berufsbildung. Adäquate ISCED-Positionierung als bildungspolitische Herausforderung, ibw-Forschungsbericht Nr. 156, Wien 2010, ISBN 978-3-902742-21-6, 112 Seiten.
- Einflussfaktoren und Gestaltungsfelder der Qualitätsentwicklung in der Lehrlingsausbildung, in: G. Niedermair (Hrsg.): Qualitätsentwicklung in der beruflichen Bildung. Ansprüche und Realitäten, Linz 2010, ISBN 978-3-85499-702-3, S. 47–72.
- Blockierte Hochschulreform, in: Wirtschaftspolitische Blätter, 58. Jahrgang, 2/2011, Hrsg. Wirtschaftskammer Österreich (WKÖ), Wien 2011, Manz Verlag, S. 333–345. ISSN 1605-8704.
- (mit A. Petanovitsch u. G. Enzi) Fakten und Analysen zur Bildungsreform im Agrar- und Umweltsektor. Forschungsbericht im Auftrag des BMLFUW, November 2012, 115 Seiten.
- (gemeinsam mit K. Schmid, A. Petanovitsch): Skills beyond school in Austria. Country background report: OECD review of postsecondary vocational education and training, Paris 2012, ISBN 978-3-902742-74-2, 110 Seiten.
- Welche Aus- und Weiterbildung brauchen wir in Zukunft? Europäische Benchmarks und internationale Migration als Herausforderungen. In. Die Österreichische Volkshochschule, 64. Jahrgang, Nr. 250, Dezember 2013, S. 9–15. ISSN 0472-5662.
- (Hg.) Das Versprechen sozialer Durchlässigkeit. Zweiter Bildungsweg und Abschlussorientierte Erwachsenenbildung. In: Magazin erwachsenenbildung.at, Ausgabe 21, 2014, 156 S. ISSN 2076-2879; ISSN 1993-6818 (Online).
- Die Höheren Technischen Lehranstalten (HTL) in Österreich, in: Bildung und Erziehung, 67. Jg. Heft 1, 2014, S. 69–83. ISSN 0006-2456, ISBN 978-3-412-22241-3.
- Zukunftsfragen der Erwachsenenbildung. Herausforderungen durch Internationalisierung, Migration und Strukturwandel. (=Pädagogische Schriften des BFI OÖ, Band 1), Linz 2016, ISBN 978-3-9504172-0-3, 42 Seiten.
- Herausforderungen arbeitsmarktbezogener Erwachsenenbildung durch globale Migration. In: Magazin erwachsenenbildung.at., Ausgabe 38, 2019, S. 2–12. ISSN 2076-2879, ISSN 1993-6818.
- Szenarien für die Zukunft der multikulturellen Gesellschaft.  In: Wiener Zeitung, vom 10. Oktober 2020, 10:00 Uhr

## Preisverleihung
Am 17. November 2009 wurde Arthur Schneeberger der Österreichische Staatspreis für Erwachsenenbildung für sein „wissenschaftliches Gesamtwerk“ verliehen.